# Exobasidium aequatorianum
Exobasidium aequatorianum ist eine Pilz-Art der Familie der Nacktbasidienverwandten (Exobasidiaceae) aus der Unterabteilung Ustilaginomycotina. Sie lebt als Endoparasit auf Vaccinium crenatum. Symptome des Befalls durch den Pilz sind stark vergrößerte, karminrot gefärbte Blätter der Wirtspflanzen. Die Pilzart ist weiten Teilen Ecuadors verbreitet.

## Merkmale

### Makroskopische Merkmale
Exobasidium aequatorianum ist mit bloßem Auge zunächst nicht zu erkennen. Symptome des Befalls um 30 bis 50 % vergrößerte, rot gefärbte Blätter befallener Pflanzen und auf den Blattunterseiten hervortretendes Myzel.

### Mikroskopische Merkmale
Das Myzel von Exobasidium aequatorianum wächst wie bei allen Nacktbasidien interzellulär und bildet Saugfäden, die in das Speichergewebe des Wirtes wachsen. Der Pilz besitzt eine monomitische Hyphenstruktur aus rein generativen Hyphen von 1,2 bis 2,3 µm Dicke. Die zwei-, selten dreisporigen, 13–22 × 6,3–7,4 µm großen Basidien, unseptiert und zylindrisch bis keulenförmig. Sie wachsen direkt aus der Wirtsepidermis oder aus Spaltöffnungen. Die elliptischen Sporen sind hyalin, 12 × 4 µm groß. Zunächst sind sie unseptiert, reif besitzen sie ein Septum. Konidien sind offenbar nicht vorhanden.

## Verbreitung
Das bekannte Verbreitungsgebiet von Exobasidum aequatorianum erstreckt sich über weite Teile Ecuadors.

## Ökologie
Die Wirtspflanze von Exobasidium aequatorianum ist Vaccinium crenatum. Der Pilz ernährt sich von den im Speichergewebe der Pflanzen vorhandenen Nährstoffen, seine Basidien brechen später durch die Blattoberfläche und setzen Sporen frei. Diese keimen, nachdem sie auf geeignetes Substrat gefallen sind in Keimschläuche, aus denen sich dann neues Myzel entwickelt.